# Edmund Kemper
Edmund Emil Kemper III (Burbank, California, 18 de dezembro de 1948) é um assassino em série e necrófilo americano que assassinou dez pessoas, incluindo membros de sua própria família, como seus avós paternos e mãe. Ele chamava a atenção por seu tamanho, com seus 2,06 m de altura e seu intelecto avançado, possuindo um QI de 145. Kemper foi apelidado "Co-ed Killer" já que a maioria de suas vítimas eram mulheres estudantes em instituições de coeducação.
Nascido no sul da Califórnia, Kemper teve uma infância conturbada. Seus pais se divorciaram e ele se mudou para Montana com sua mãe abusiva antes de retornar para a Califórnia, onde ele assassinou seus avós paternos quando tinha 15 anos idade. Kemper foi diagnosticado com esquizofrenia paranoide por um grupo de psiquiatras e foi sentenciado a cumprir pena no Hospital Estadual de Atascadero como um criminoso juvenil legalmente insano.
Solto da instituição onde estava aos 21 anos após convencer os psiquiatras que ele estava reabilitado, Kemper não era considerado agressivo e não se mostrava como uma ameaça para suas vítimas. Ele costumava mirar mulheres jovens que pediam carona, as atraindo para seu veículo e levando-as à áreas isoladas onde as mataria antes de levar seus corpos de volta para sua casa para decapita-las, desmembra-las e violá-las. Kemper então assassinou sua mãe e uma de suas amigas antes de se entregar para as autoridades.
No julgamento, em 1973, foi considerado são e culpado de assassinato. Kemper pediu que recebesse a pena de morte por seus crimes. Contudo, a pena de morte havia sido suspensa na Califórnia em 1972 e, ao invés disso, recebeu oito sentenças consecutivas de prisão perpétua. Desde então, está encarcerado na Instalação Médica da Califórnia, no Condado de Solano. Embora tivesse direito a pedir por liberdade condicional, Kemper normalmente se recusava a exerce-lo e disse que estava feliz na prisão.